# Opius downesi
Opius downesi är en stekelart som beskrevs av Charles Joseph Gahan 1919. Opius downesi ingår i släktet Opius och familjen bracksteklar. Inga underarter finns listade i Catalogue of Life.